# 4283 Stöffler
4283 Stöffler este un asteroid din centura principală, descoperit pe 23 ianuarie 1988 de C. S. Shoemaker.